# 莱萨 (阿拉瓦省)
莱萨（西班牙語：Leza）是西班牙巴斯克自治区阿拉瓦省的一个市镇。总面积9.92km²，总人口217人（2001年），人口密度21.9人/km²。